# Lyra
För andra betydelser, se Lyra (olika betydelser).

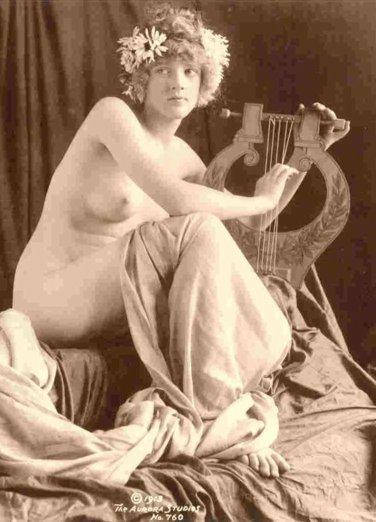
Nymf eller musa som leker på lyra enligt ett studiofoto från 1913. Speltekniken ska inte tas som autentisk, men bilden är en tidstypisk illustration till lyrans symbolvärden från renässansen och framåt.

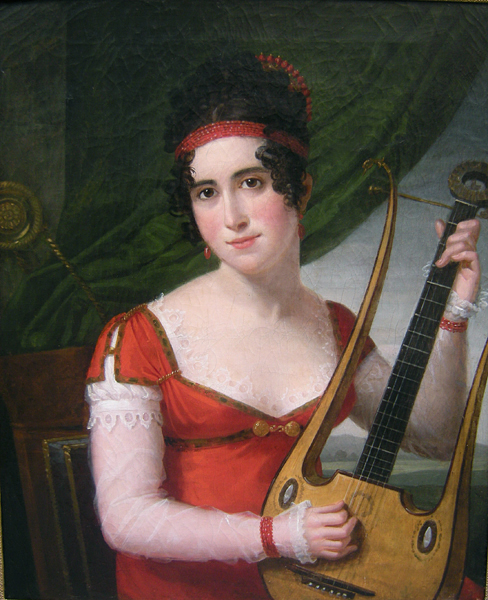
Lyrans utseende har varierat över tiden. På bilden en fransk lyrspelerska med lyrgitarr från 1810.

Lyra, äldre typ av stränginstrument med okformat strängfäste och vanligen rundformad resonanskropp. Släkt med kitharan och till formen med stråkharpan och den walesiska crwth. Lyra är oftast ett knäppinstrument men även lyror spelade med stråkar har förekommit.
Lyran är ett mycket gammalt musikinstrument och har hittats avbildad i konst så långt tillbaka i tiden som hos sumererna, omkring år 3000 f.Kr., men lyran i sig kan vara mycket äldre än så. Hos babylonierna uppträder lyran omkring 2000 f. Kr. och det blev babyloniernas små horisontellt hållna lyror som spreds över östra medelhavsområdet och gav upphov till ett flertal lokala varianter av lyran; bland annat den israeliska kinnor och den grekiska lyran av sköldpaddsskal. Den grekiska lyran kom snart att utvecklas till ett flertal varianter; som barbitos, forminx och kithara. Kitharan kom att bli den lyrvariant som dominerar under romartid och som sedan under tidig medeltid sprids över hela Europa. Omkring år 1000 börjar dock lyran att konkurreras ut av harpan. De lyror som överlever ombildas vanligen till stråkharpor som den walesiska criwt och stråkharpan. Lyran kom även att namnge lirorna.
I Östafrika och Asien levde dock lyror som knäppinstrument kvar in i modern tid.
I det antika Grekland framfördes poesi och dikter till spel på lyra, därav benämningen lyrik.
Lyrgitarr eller lyrguittarr, är egentligen en 6-strängad gitarr som formgetts med de antika lyrorna som förebild. Lyrgitarrerna blev moderna på 1790-talet och förblev populära under 1800-talets början.